# Albánia kultúrája
Az albánok alapvetően két, nyelvében és kultúrájában is elkülönülő csoportra oszthatók: a közép-albániai Shkumbin folyótól északra, Gegëriában a gegek, délre, Toskëriában pedig a toszkok élnek. A két népterület között széles átmeneti zóna húzódik a Durrës–Tirana–Szkopje sávban.

## Hagyományos népi kultúra
Az albánok hagyományosan törzsekre, ezek pedig vérségi nemzetségekbe oszlanak, illetve oszlottak. Társadalmuk a legutóbbi időig erősen patriarchális jellegű, férfiközpontú volt, és elevenen éltek olyan ősi jogszokások, mint a vérbosszú, a vendégbarátság stb. A hegyvidékek népei hagyományosan transzhumáló állattartással (juh, kecske), esetleg erdőgazdálkodással foglalkoztak, az alföldi népesség városokba tömörülve folytatott földműves- vagy kereskedelmi tevékenységet, emellett messze földön híresek voltak az albán takácsok, fafaragók, ötvösök, fegyverművesek munkái.
Népviseletükre jellemző a férfiak házi szövésű, fekete zsinórozású fehér gyapjúnadrágja (tirq), fehér nemezkalapja és gazdagon díszített mellénye, a nők visszafogott színezésű, gazdagon zsinórozott gyapjúszoknyája és –köpenye. Délen a férfiak öltözetéhez tartozik a fehér vászoncsíkokból összevarrt szoknya (fustanellë). Az albán népköltészet leghangsúlyosabb eleme a népi epika, a mondák, legendák, mesék, epikus énekek, valamint az epikolirikus népballada. Az albán népzene rendkívüli formai és műfaji gazdagságáról ismert, az egyszólamúságtól a polifónián át a pentatóniáig. Sajátos az albán nép hagyományos hangszerkultúrája is.
Lásd még: Albán konyha

## Művészet

### Szobrászat
A 19. század végén, a nemzeti romantikus Rilindja mozgalommal párhuzamosan bontakozott ki az albán szobrászművészet, amelynek első jeles alakja a hazafias inspirációjú szobrokat alkotó Murat Toptani volt. A műfaj máig meghatározó egyénisége az 1920-as évektől alkotó Odhise Paskali, az első albániai köztéri szobrok megalkotója. Az állampárti időkben a szobrászat is a szocialista realizmushoz igazodott, százával születtek a monumentális szobrok. A korszak elismert művészei voltak Janaq Paço, Shaban Hadëri, Muntaz Dhrami, Kristina Koljaka, valamint a művészi függetlenségüket többé-kevésbé megőrző Odhise Paskali, Halim Beqiraj, Kristo Krisiko és Dhimo Gogollari. Napjaink népszerű albán szobrászai Pjeter Vukaj, Genc Mulliqi, Genti Tavanxhiu és a Xhixha fivérek, Helidon és Ilirian.

### Festészet
A korai albán festészet évszázadainak legjelentősebb irányzata a bizánci kötődésű, ortodox fal- és ikonfestészet, amelynek legjelentősebb alakja a 16. században alkotó berati ikonfestő, Onufri volt. A 19. század utolsó negyedében született meg a modern albán festészet. Kezdetben a romantika klasszicista hagyományaira épülő realisztikus történelmi tablók, portré- és zsánerképek születtek (Kolë Idromeno, Ndoc Martini, Simon Rrota), illetve kisebb csoportok a tájképfestészet terén alkottak maradandót (Spiro Xega, Vangjush Mio). Az 1930-as években megjelent az impresszionista, drámai hangvételű társadalomkritika (Abdurrahim Buza, Sadik Kaceli).
A második világháborút követően, a kommunista érában a képzőművészet mondandóját és formakincsét szigorúan a párt előírta vonalhoz igazították. Az 1950–1960-as évek albán művészetének egyetlen témája a proletariátus volt, sorra születtek a nép fiait idealizált módon ábrázoló szocialista realista zsánerképek, pannók és fali mozaikok. Az 1970-es évektől mind gyakrabban megmutatkoztak a sematizmussal szakítani akaró törekvések, amelyeket a hatalom kemény kézzel megtorolt, s csak kevés alkotó egyéniség maradt az országban (például Skender Kamberi, Sali Shijaku).
Az 1991-es rendszerváltást, a művészeti szabadság elnyerését követően, több mint egy évszázados késéssel lettek igazán jelentős iskolái Albániában az impresszionizmusnak, az expresszionizmusnak, a realisztikus zsánerfestészetnek, valamint a modernizmusnak. Nevesebb kortárs albán festők Ibrahim Kodra, Adrian Grezda és a kosovói Abdullah Gërguri.

### Zene
Az albán népzene rendkívüli formai és műfaji gazdagságáról ismert. Az etnikus kultúrához hasonlóan kettéoszlik, hangzásvilágát és műfajhierarchiáját tekintve is elkülönül egymástól a geg és a toszk népzene. Északon az egyszólamúság, a modális hangsor, a melankolikus hangzásvilág jellemző, míg délen a polifónia, a pentatónia, a díszített dallamvezetés. Sajátos albán népi hangszerek az egy-és kéthúrú lant, a pásztorklarinét, a kétsípú duda.
Az albán komolyzene az 1920-as években alakult ki, kezdetben ugyan csak néhány kisebb vokális és instrumentális darabot komponáltak albán zeneszerzők (Martin Gjoka). A második világháborút követően jelentek meg az első monumentális zenei művek, operák, szimfóniák és hangversenydarabok (Çesk Zadeja, Prenk Jakova, Murat Shendu, Tonin Harapi. Ugyanekkor alakultak meg a legfontosabb zenei háttérintézmények, az operaszínház, a konzervatórium és számos zenekar. A rendszerváltás után a korábbi évtizedekben kibontakozott, nyugati zenei áramlatok is elérték Albánia zenei világát (Aleksandër Peçi, Vasil Tole).
A két világháború közötti időszakban lettek országszerte népszerűek a népzenei alapú városi műdalok, illetve a Nyugat-Európából importált lírai dalok. A kommunista korszakban a nyugati típusú könnyűzene nem terjedhetett el Albániában, s továbbra is a népzenei hagyományra épülő dalok és az ezeket előadó énekesek voltak népszerűek. A rendszerváltás óta az albán könnyűzene követi a nemzetközi trendeket (Ardit Gjebrea, Giovanni & Sebastian).

### Színház
Az albán színházművészet a 19. század végén bontakozott ki, ekkor jelentek meg az első albán színdarabok, amelyeket az első évtizedekben amatőr színjátszó körök állítottak színpadra. Ezekben a társulatokban nevelődött ki az albán színjátszás első, a két világháború között tevékenykedó nagy generációja. 1944 után, a második világháború során megjelent, kommunista kötődésű partizánszínházak intézményesülésével nyíltak meg az első kőszínházak. Az ezekben előadott szocialista realista, sematikus darabok tematikájukba és dramaturgiájukban alkalmazkodtak a pártvonalhoz. Az 1960-as évekre az állami szigor felengedett, és valóban értékes művészi darabokat is színpadra kerülhettek (fontos színészegyéniségek voltak például Kadri Roshi és Lazër Filipi). A színészutánpótlás kinevelésére Tiranában megnyílt színművészeti főiskolából jól képzett, professzionális, az albán színházművészetet megújító színművészek, rendezők, díszlettervezők és drámaírók kerültek ki. Ezek mellett több kabarészínház is működött az országban. Az 1990-es évektől megjelentek a modern kortársi irányzatok, az abszurd dráma és az alternatív előadó-művészet.

### Film
Az albán filmművészet az ország függetlenségével egyidős, az 1905 körüli évekre tehető az amatőr filmgyártás megszületése, de az első évtizedekben leginkább dokumentarista kisfilmeket készítettek. A második világháború után, 1945-ben Enver Hoxha megalapította az Albán Filmügynöksége, s az abból 1952-ben kiváló Új Albánia Filmstúdió az 1960-as évekig évi egy filmet készített el. Ezek egyike, a szovjet Szergej Jutkevics rendezte, Skënderbeu Szkander bég című történeti filmeposz az 1954-es cannes-i filmfesztiválon nemzetközi díjat nyert. A kezdeti szocialista realista játékfilmek a második világháborúban harcoló partizánok hősiességéről és az épülő kommunista Albániáról szóltak. Az 1970-es években fellendült a művészi filmgyártás, megjelentek az első vígjátékok, kalandfilmek, ifjúsági és gyerekfilmek, zenés filmek, valamint rajzfilmek. Az 1980-as évektől már az érzékeny társadalom- és jellemábrázolás is megjelenhetett a játékfilmekben, s ezzel párhuzamosan fellendült a dokumentumfilm-gyártás is. Az 1990-es évek felszabadult légkörében készült filmek az átmenet, vagy a megelőző kommunista korszak társadalmi problémáit elemzik. A közelmúlt egyik kultuszfilmje a Magyarországon egyáltalán nem vetített, de Nyugaton több helyen is forgalmazott, Fatmir Koçi rendezésében 2001-ben elkészült Tirana Year Zero című film.

## Vallási élet
A kereszténység korai megjelenésével, majd a bizánci uralommal a középkorra az albán népesség felekezetileg is megoszlott: jellemzően a gegek a katolikus, míg a toszkok az ortodox felekezethez tartoztak. Az oszmán hódoltsággal a toszkok nagy része szunnita muzulmán lett. A gegek egyes csoportjai csak a 17–18. században tértek muzulmán hitre, de a katolikus zárványok Shkodra környékén, Mirditëban továbbra is megmaradtak. A muzulmánok mintegy ötöde az albániai alapítású bektási dervisrendhez tartozik. Az albán társadalom vallási tagoltságának dacára a történelem során ritkán fordultak elő felekezeti villongások, a fanatizmus távol áll tőlük, és minden korban köttettek vegyes házasságok. Albán sajátosság volt a kriptokereszténység, azaz felvették ugyan a muszlim hitet, és csak családi körben, titkon vállalták kereszténységüket. A kommunista államateizmust megelőző utolsó, 1939. évi népszámlálás szerint a lakosság 70%-a muzulmán volt, 20%-uk az albán ortodox, 10%-uk pedig a katolikus egyházhoz tartozott. Napjainkra, nem hivatalos becslések szerint, a lakosság jelentős része valóban ateista lett.
A második világháborúig jelentékeny számú izraelita élt az országban, és az albánok a világháború során mindent meg is tettek megmentésükért: a Jad Vasem adatbázisa szerint a holokausztban összesen 67 albániai zsidó halt meg. A több mint egy évig az országban állomásozó német hatóságok a körülmetéltség tényével kívánták beazonosítani a zsidókat, ám ez a módszer egy muzulmán országban nem vezetett sehova, lévén náluk is hagyomány a körülmetélés. Az albániai zsidók jelentős része Izraelben telepedett le.
Lásd még:
- Albán ortodox egyház
- Albán bizánci katolikus egyház

## Iskolarendszer
Az országban az oktatás világi, ingyenes, kötelező, és három oktatási szintre: alap-, közép- és felsőoktatásra épül. A tanév két félévre oszlik, szeptemberben vagy októberben kezdődik és júniusban vagy júliusban ér véget. Az albán nyelv az ország összes felsőoktatási intézményének elsődleges oktatási nyelve. Az első idegen nyelv tanulása kötelező, és leggyakrabban általános és két tannyelvű iskolákban tanítják. Az iskolákban tanított nyelvek az angol, az olasz, a francia és a német. Az országban az iskolakötelezettség korhatára 16 év, az írástudás aránya pedig 98,7%, a férfiak 99,2%-a és a nők 98,3%-a tud írni-olvasni.
A kötelező iskolai oktatás két szintre oszlik, általános iskolára és középiskolára, az elsőtől az ötödik osztályig, illetve a hatodiktól a kilencedikig. A tanulóknak hatéves koruktól 16. életévük betöltéséig kötelező az iskolába járni. Az általános iskolai végzettség sikeres befejezése után minden tanuló jogosult arra, hogy bármely szakterületre szakosodott középiskolába járjon, beleértve a művészeti, sport-, nyelvi, tudományos vagy műszaki képzéseket.
Az ország felsőoktatása, a középfokú oktatást követő formális tanulás választható szakasza, a bolognai folyamat elveinek megfelelően alapos reformon és szerkezetátalakításon ment keresztül. Albánia nagyvárosaiban jelentős számú magán- és állami felsőoktatási intézmény működik. A felsőoktatási tanulmányokat három egymást követő szinten szervezik, amelyek magukban foglalják az alapképzést, a mesterképzést és a doktori fokozatot.

## Kulturális intézmények
Az Albán Nemzeti Könyvtárat 1920-ban hozták létre. Az albán nemzeti könyvtári hálózat 45 nyilvános könyvtárról, 35 speciális könyvtárról és 24 akadémiai könyvtárról számolt be az albán nemzeti könyvtári hálózaton belül, amelyeket a 2000. évi albán könyvtári törvény szerint kezelnek.

## Ünnepek
| Dátum            | Magyar név                              | Albán név                           | Megjegyzés                                                   |
| ---------------- | --------------------------------------- | ----------------------------------- | ------------------------------------------------------------ |
| Január 1–2.      | Újév                                    | Viti i Ri                           |                                                              |
| Változó dátummal | Kis Bajram                              | Fitër Bajrami vagy Bajrami i Vogël  | Eid al-Fitr az iszlám országokban.                           |
| Március 7.       | Tanárok napja                           | Dita e Mësuesve                     | Nem hivatalos ünnep.                                         |
| Március 8.       | Anyák napja                             | Dita e Nënës                        | Nem hivatalos ünnep.                                         |
| Március 14.      | „Nyárnap”                               | Dita e Verës                        | A télből a tavaszba való átmenet ünnepe                      |
| Március 22.      | Perzsa újév                             | Dita e Nevruzit                     |                                                              |
| Változó dátummal | Katolikus húsvét                        | Pashkët Katolike                    |                                                              |
| Változó dátummal | Ortodox (julián naptár szerinti) húsvét | Pashkët Ortodokse                   |                                                              |
| Május 1.         | Májusnap                                | Një Maji                            | A munka ünnepe                                               |
| Október 19.      | Kalkuttai Szent Teréz napja             | Dita e Nënë Terezës                 | Hivatalos nemzeti ünnep.                                     |
| Változó dátummal | Nagy Bajram                             | Kurban Bajrami vagy Bajrami i Madhë | Íd al-Adhá az iszlám országokban.                            |
| November 28.     | Függetlenség napja                      | Dita e Pavarësisë                   |                                                              |
| November 29.     | Felszabadulás napja                     | Dita e Çlirimit                     |                                                              |
| December 8.      | A Fiatalok Napja                        | Dita Kombëtare e Rinisë             | 2010-ben ratifikálta az albán parlament mint nemzeti ünnepet |
| December 25.     | Karácsony                               | Krishtlindje                        |                                                              |